# Fryderyk za fonograficzny debiut roku (muzyka poważna)
Fryderyk za fonograficzny debiut roku (muzyka poważna) – polska nagroda muzyczna Fryderyk, przyznawana corocznie w latach 2008–2012 w sekcji muzyki poważnej w kategorii fonograficzny debiut roku. Honorowała wykonawców debiutujących, w latach 2008–2011 za album, a w 2012 za całokształt działalności w danym roku. Fryderyki są przyznawane od 1995 przez Związek Producentów Audio-Video (ZPAV) za osiągnięcia w rodzimym przemyśle muzycznym. Od 2000 za wyłanianie nominowanych, a następnie laureatów odpowiedzialna jest powołana przez ZPAV Akademia Fonograficzna.
Kategoria została wprowadzona podczas 14. edycji, Fryderyków 2008. W edycji 2013 została wycofana w związku ze zmniejszeniem liczby kategorii.

## Laureaci i nominowani
| Rok  | Laureaci                                                          | Nagrodzony album                                  | Pozostałe nominacje | Źr.   |
| ---- | ----------------------------------------------------------------- | ------------------------------------------------- | --- | ----- |
| 2008 | Anna Mikołajczyk                                                  | Szymanowski: Songs                                | - Anna Radziejewska – I.J. Paderewski: Complete Songs - Lutosławski Piano Duo (Emilia Sitarz i Bartłomiej Wąsik) – Lutosławski – Piano Duo | [ 4 ] |
| 2009 | Chór Opery i Filharmonii Podlaskiej (dyrygent: Violetta Bielecka) | Górecki, Moryto, Szymanowski – Pieśni kurpiowskie | - Jacek Kortus – Chopin, Liszt: Sonaty - Silesian Guitar Octet – Silesian Guitar Octet – Oct.opus | [ 5 ] |
| 2010 | Marcin Zdunik                                                     | Haydn, Denisov – Cello Concertos                  | - Agata Igras-Sawicka – Fantaisie: Agata Igras-Sawicka - Marcin Wyrostek – Magia Del Tango - Oktet wokalny „Octava” – Oktet Wokalny Octava: Pękiel, Gorczycki - Michał Markuszewski – Zabytkowe organy w Kościele Ewangelicko-Reformowanym w Warszawie | [ 6 ] |
| 2011 | Wrocławska Orkiestra Barokowa                                     | Koželuh, Rejcha, Vořišek – Symphonies             | - Opium Quartet – Back to Melody - Flute o’clock – Now - Alina Ratkowska – J.S. Bach – Goldberg Variations - Wojciech Koprowski – Ysaÿe Impressions | [ 7 ] |
| 2012 | Mariusz Kwiecień                                                  | —                                                 | - Chór Kameralny The Warsaw Singers - NeoQuartet - Silesian Trio - Zespół Męski „Gregorianum” | [ 8 ] |